# 鄧盛平
鄧盛平，男性，中華民國外交官。

## 家族
鄧盛平從小跟著父親到沙烏地阿拉伯，直到在當地念完高中才回到台灣。與妻子沈秀怡對於阿拉伯文化知之甚詳。

## 學歷
- 國立政治大學阿拉伯語文學系學士
- 淡江大學國際事務與戰略研究所碩士，論文為《中國大陸沿海地區依賴發展之分析——一九七八年～一九九五年》。[3]
- 國立臺灣師範大學政治學研究所博士，論文為《胡笙國王對華外交之謀略：1971—1977》。[4]

## 經歷
- 臺灣駐巴林王國商務代表團、駐菲律賓臺北經濟文化辦事處外交官。[1][註 1]
- 外交部亞西司二科科長。[6]
- 外交部亞西及非洲司專門委員。[7]
- 外交部亞西及非洲司副司長。[7]
- 駐沙烏地阿拉伯王國臺北經濟文化代表處公使銜代表。[8][註 2]

| 外交職務      | 外交職務                                        | 外交職務      |
| ------------- | ----------------------------------------------- | ------------- |
| 前任： 馬超遠 | 中華民國駐沙烏地阿拉伯代表 2017年6月－2024年8月 | 繼任： 張治平 |